# Laternaria erecta
Laternaria erecta är en insektsart som först beskrevs av Schmidt 1905.  Laternaria erecta ingår i släktet Laternaria och familjen lyktstritar. Inga underarter finns listade i Catalogue of Life.